# Shūsei Tokuda
Pour les articles homonymes, voir Tokuda.
Shūsei Tokuda (徳田 秋声, Tokuda Shūsei), né le 1er février 1872 à Kanazawa sous le nom Tokuda Sueo (徳田 末雄) et mort le 18 novembre 1943 à Tokyo, est un romancier et écrivain japonais.

## Biographie
Issu d'une famille de la noblesse féodale d'antan, Tokuda écrit d'abord des histoires traditionnelles. Il est avec Tōson Shimazaki, Katai Tayama et Hakuchō Masamune, l'un des principaux représentants du naturalisme japonais. Avec la fin du naturalisme vers 1910, sa productivité littéraire s'amenuise. Ce n'est qu'à partir de 1920 qu'il attire de nouveau l'attention par des récits psychologiques (romans « je »).
Plusieurs de ses romans ont été adaptés au cinéma au Japon. Un monument honorant Tokuda est érigé près du sommet du mont Utatsu en 1947.

## Liste des œuvres traduites en français
- Les Lèvres sèches (Kawaita kuchibiru), dans Anthologie de la littérature japonaise contemporaine (p. 171-185), Xavier Drevet, 1924.
- Le Dancing de la ville (Machi no odoriba), dans Anthologie de nouvelles japonaises contemporaines (Tome II), nouvelle traduite par Olivier Jamet, Gallimard, 1989.
- La Serviette de cuir (Ori-kaban), dans Les Noix La Mouche Le Citron et dix autres récits de l'époque Taishô, nouvelle traduite par Claude Péronny, Le Calligraphe / Picquier, 1986 ; Anthologie de nouvelles japonaises Tome I - 1910-1926 Les Noix La Mouche Le Citron, Picquier Poche, 1999.

## Source de la traduction
- (de)/(en) Cet article est partiellement ou en totalité issu des articles intitulés en allemand « Tokuda Shūsei » (voir la liste des auteurs) et en anglais « Shūsei Tokuda » (voir la liste des auteurs).
- Notices d'autorité :   - VIAF
  - ISNI
  - BnF (données)
  - IdRef
  - LCCN
  - GND
  - Italie
  - Japon
  - CiNii
  - Pays-Bas
  - Israël
  - NUKAT
  - Corée du Sud
  - WorldCat